# Racova
Racova là một xã thuộc hạt Bacău, România. Dân số thời điểm năm 2002 là 3532 người.